# Byczyna
Byczyna (germană Pitschen) este un oraș în Polonia.